# Eupithecia stagira
Eupithecia stagira là một loài bướm đêm trong họ Geometridae.